# São Francisco do Maranhão
São Francisco do Maranhão est une municipalité brésilienne située dans l'État du Maranhão.